# Alfredo Silva Santiago
Alfredo Silva Santiago (Santiago, 8 de septiembre de 1894-Santiago, 17 de marzo de 1975) fue un sacerdote católico chileno, obispo de la Diócesis de Temuco, arzobispo de la Arquidiócesis de Concepción y rector de la Pontificia Universidad Católica de Chile desde 1958 hasta 1967.

## Biografía
Cursó sus primeros estudios en el Instituto de Humanidades Luis Campino. 
Ingresó al Seminario de Santiago para estudiar Teología y Filosofía. Mientras estudiaba en el seminario, fue enviado a estudiar a la Pontificia Universidad Gregoriana donde obtuvo el título de Doctor en Sagrada Escritura. 

### Sacerdocio
El 2 de junio de 1917, con 23 años fue ordenado sacerdote.
De regreso a Chile, se dedicó a trabajar con la juventud. Fue profesor del Seminario de Santiago y de la Pontificia Universidad Católica de Chile.
Siempre preocupado de la juventud y la educación, creó la obra Pío X, hogar para acoger a alumnos de liceos en Santiago. Fue asesor nacional de la Acción Católica.

### Episcopado
El 28 de abril de 1935 fue consagrado Obispo de la diócesis de Temuco, y el 4 de febrero de 1939, reasignado como obispo de Concepción. En mayo de 1939, cuando la diócesis de Concepción fue elevada a Arquidiócesis fue confirmado como su primer Arzobispo. En su labor episcopal en aquella diócesis reconstruyó la Catedral de Concepción, la casa arzobispal y parroquias que sufrieron por el terremoto de aquel año. En 1963 renunció a la dirección de la Arquidiócesis de Concepción, siendo designado así Arzobispo Titular de Petra en Palestina.
Como una forma de materializar la línea educativa de la Iglesia, en la década del 1950 surgió la idea de crear un colegio que perteneciera al Arzobispado de Concepción y que pudiera dar a la comunidad la enseñanza de la doctrina católica. La iniciativa se materializó el 25 de octubre de 1953 cuando Monseñor Alfredo era arzobispo de la Santísima Concepción y se bautizó al nuevo colegio como Instituto de Humanidades de Concepción, que posteriormente, en 1978 se le anexó el nombre de su fundador, quedando como Instituto de Humanidades Concepción-Alfredo Silva Santiago.
Sin dejar de ser Arzobispo, en 1953, fue designado rector de la Pontificia Universidad Católica de Chile. Para ejercer este cargo, Monseñor Silva Santiago solicitó a la Santa Sede que nombre Arzobispo coadjutor sedi datus a Monseñor Arturo Mery, quien en 1959 recibió las facultades de arzobispo residente de Concepción dado que Monseñor Silva Santiago se desempeñaba como rector. Posteriormente en 1961 también fue designado Gran Canciller de la misma casa de estudios. Como rector de la Universidad, participó en la creación de la Corporación de Televisión de la Universidad Católica de Chile, más conocido como Canal 13.
Desempeñó los cargos de Rector y Gran Canciller hasta 1967 cuando se desató una crisis estudiantil debido a la exigencia de reformas por parte de los estudiantes, quienes además demandaban la salida del rector Silva Santiago. El entonces arzobispo de Santiago Cardenal Raúl Silva Henríquez negoció con los estudiantes y el rector, quien finalmente renunció al cargo, siendo elegido como rector Fernando Castillo Velasco quien llevaría a cabo la Reforma Universitaria en la Universidad Católica de Chile. Fue presidente de la Conferencia Episcopal de Chile.
Falleció el 17 de marzo de 1975 y sus restos mortales descansan en la Catedral de la Santísima Concepción.